# Gloria Jean
Gloria Jean (14 de abril de 1926 - 31 de agosto de 2018) foi uma atriz e cantora norte-americana.

## Biografia

### (1926—1938): Infância e inicio da carreira
Gloria Jean Schoonover nasceu em Buffalo, no estado de Nova Iorque, sua família mudou-se para Scranton, Pensilvânia, onde começou sua carreira no rádio com a banda de Paul Whiteman. Leah Russel, levou-a para uma audição realizada pela Universal Pictures ao produtor de cinema Joe Pasternak em 1938, Pasternak buscava uma cantora jovem para estrelar filmes musicais, contra centenas de outras, Gloria Jean ganhou a audição.

### (1939—1944): Estrelato na Universal Pictures
Sob contrato com a Universal Studios, ganhou o papel principal no filme The Under-Pup (1939), se tornando popular com os espectadores. Com Bing Crosby co-estreou o filme If I Had My Way (1940) e em 1940 A Little Bit of Heaven. Seu filme mais conhecido é Never Give a Sucker an Even Break de 1941, com o humorista W. C. Fields.
Durante a Segunda Guerra Mundial, Gloria Jean tornou-se uma das artistas mais prolíficas do Universal, chegando a fazer 14 longas-metragens. A maioria eram musicais hepcat, direcionado ao publico adolescente, o estúdio usou esses filmes para introduzir novos talentos, como Donald O'Connor, Peggy Ryan, Mel Tormé, e Marshall Thompson. Gloria fez uma transição bem sucedida para papéis adultos, em 1944, ao lado de Alan Curtis, estrelou o filme Destiny, e co-estrelou com Olsen & Johnson o longa-metragem Ghost Catchers (1944).
Quando seu contrato com a Universal expirou no final de 1944, ela foi persuadida por seu agente a não renová-lo.

### (1947—1961): Carreira comofreelance
Quando seu contrato com a Universal expirou no final de 1944, ela foi persuadida por seu agente a não renová-lo e então saiu em turnê com shows pelos Estados Unidos e Europa, porém a turnê europeia terminou abruptamente e Gloria Jean voltou para Hollywood, onde retomou sua carreira no cinema como intérprete freelance aparecendo em filmes da United Artists, Columbia Pictures, e Allied Artists Productions.
Em 1947, apareceu em um papel coadjuvante no filme Copacabana, estrelado por Carmen Miranda e Groucho Marx. O filme Wonder Valley de 1953, foi seu primeiro em cores, o seguinte foi Air Strike (1955), um drama militar. A Jerry Lewis Productions assinou com ela para um papel em The Ladies Man (1961), Lewis foi quem dirigiu o filme e removeu quase todas as cenas de Gloria; ela aparece apenas como um extra e não tem falas com outros personagens. Esse foi último filme de sua carreira.

### Vida pessoal
Em 1962, Gloria Jean desistiu da carreira de atriz e se casou com Franco Cellini, porém o casamento não foi bem sucedido, Franco vivia longe da família, e Gloria optou pelo divorcio em 1966. Eles tiveram um  filho chamado Angelo Cellini.
Gloria Jean morreu em 31 de agosto de 2018 aos 92 anos, de insuficiência cardíaca e pneumonia em Mountain View, no Havaí.

## Filmografia
| Ano  | Título                                    | Papel                                   | Nota(s)                                          |
| ---- | ----------------------------------------- | --------------------------------------- | ------------------------------------------------ |
| 1939 | The Under-Pup                             | Pip-Emma Binns                          | Seu primeiro filme na Universal Pictures         |
| 1940 | If I Had My Way                           | Patricia Johnson                        |                                                  |
| 1940 | A Little Bit of Heaven                    | Midge Loring                            |                                                  |
| 1941 | Never Give a Sucker an Even Break         | A sobrinha de W. C. Fields              |                                                  |
| 1941 | Jingle Belles                             | participação especial                   | Curta-metragem reeditado como Winter Serenade    |
| 1942 | What's Cookin'?                           | Sue Courtney                            |                                                  |
| 1942 | Get Hep to Love                           | Doris Stanley                           |                                                  |
| 1942 | When Johnny Comes Marching Home           | Marilyn Benton                          |                                                  |
| 1943 | It Comes Up Love                          | Victoria Peabody                        |                                                  |
| 1943 | Mister Big                                | Patricia Davis                          |                                                  |
| 1943 | Moonlight in Vermont                      | Gwen Harding                            |                                                  |
| 1944 | Ghost Catchers                            | Melinda Marshall                        |                                                  |
| 1944 | Pardon My Rhythm                          | Jinx Page                               |                                                  |
| 1944 | Reckless Age                              | Linda Wadsworth                         |                                                  |
| 1944 | Destiny                                   | Jane Broderick                          | Inclui a seqüência excluída de Flesh and Fantasy |
| 1945 | I'll Remember April                       | April Garfield                          |                                                  |
| 1945 | Easy to Look At                           | Judy Dawson                             | Seu último filme na Universal Pictures           |
| 1945 | River Gang                                | Wendy                                   |                                                  |
| 1947 | Copacabana                                | Anne Stuart                             | United Artists                                   |
| 1948 | I Surrender Dear                          | Patty Nelson, conhecida como Patty Hart | Columbia Pictures                                |
| 1948 | Manhattan Angel                           | Gloria Cole                             | Columbia Pictures                                |
| 1948 | An Old Fashioned Girl                     | Polly Milton                            |                                                  |
| 1949 | There's a Girl in My Heart                | Ruth Kroner                             | Allied Artists                                   |
| 1953 | Wonder Valley                             |                                         | Filme independente                               |
| 1955 | Air Strike                                | Marge Huggins                           |                                                  |
| 1959 | Laffing Time (reeditado como The Madcaps) | Sally Suffer                            | Filme independente                               |
| 1961 | The Ladies Man                            | Garota na pensão                        | Paramount Pictures                               |

## Legado
Em dezembro de 1991, Gloria Jean foi homenageado pela Young Artist Association com o prêmio Young Artist Former Child Star Lifetime Achievement Award pelo reconhecimento a suas realizações dentro da indústria cinematográfica como atriz juvenil.